# Radara
Radara là một chi bướm đêm thuộc họ Erebidae.

## Loài
- Radara subcupralis Walker, [1866]
- Radara vacillans Walker, 1862

## Các loài trước đây được xếp vào chi
- Radara anartoides hiện được gọi là Cecharismena anartoides (Walker, 1865)